# Matrice (géologie)
Pour les articles homonymes, voir Matrice.

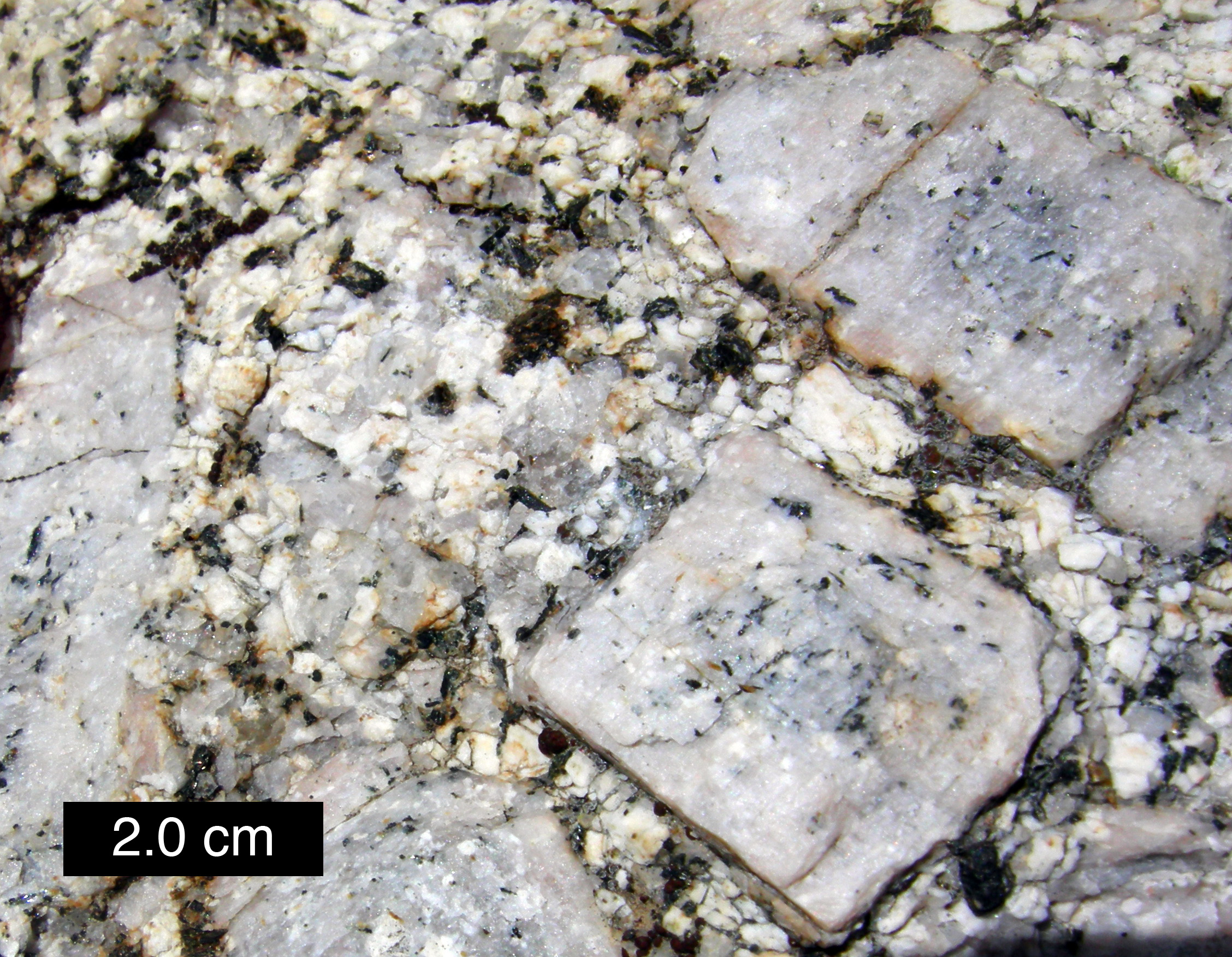
Phénocristaux d'orthose dans une matrice à grains plus fins d'un porphyre granitique.

En pétrologie, la matrice d'une roche composite est le matériau, constitué de petits grains, qui englobe des grains de plus grosse taille.
- Dans les kimberlites par exemple, les diamants sont extraits d'une matrice de terre argileuse appelée « roche jaune ».
- Dans une roche sédimentaire, la  matrice correspond à la fraction du sédiment aux grains les plus fins, souvent de nature argileuse. Il ne faut pas la confondre avec le ciment, un matériel (quartz ou calcite, notamment) précipité et cristallisé entre les grains après leur sédimentation (la matrice, elle, est synsédimentaire)[1].
- Dans une chondrite (météorite indifférenciée), la matrice est l'ensemble du matériau qui entoure les chondres et les inclusions (notamment les CAI).